# Agapetes medogensis
Agapetes medogensis är en ljungväxtart som beskrevs av S.H. Huang. Agapetes medogensis ingår i släktet Agapetes och familjen ljungväxter. Inga underarter finns listade i Catalogue of Life.